# Geiersberg, Oberösterreich
Geiersberg är en ort och kommun i Österrike. Den ligger i distriktet Ried im Innkreis i förbundslandet Oberösterreich, 210 kilometer väster om huvudstaden Wien. 
Kommunen består av elva orter (Ortschaften) (inom parentes invånarantal 1 januari 2024):

- Geiersberg (174)
- Gstöcket (3)
- Hinteregg (25)
- Kruglug (25)
- Leiten (32)
- Oberleiten (40)
- Oberrühring (16)
- Pramerdorf (70)
- Rödham (54)
- Rödt (18)
- Schernham (32)